# Sjarhej Kulanin
Sjarhej Wiktarawitsch Kulanin (belarussisch Сяргей Віктаравіч Куланін, russisch Сергей Викторович Куланин Sergei Wiktorowitsch Kulanin; * 2. Juni 1964 in Polazk) ist ein ehemaliger sowjetischer bzw. belarussischer Fußballspieler.

## Karriere

### Vereine
Im Alter von 20 Jahren gehörte Kulanin in der Saison 1984 dem Kader des in Nawapolazk ansässigen Vereins Dswina Nawapolazk an und war somit erstmals Teil einer Herrenmannschaft. Anschließend kam er in zwei Spielzeiten für den seinerzeit drittklassigen Klub Wizjas Vitebsk aus der gleichnamigen Stadt in 49 Punktspielen zum Einsatz, in denen er fünf Tore erzielte. In der Saison 1987 kehrte er zu Dswina Nawapolazk zurück, wurde im Ligaspielbetrieb jedoch nicht eingesetzt. Daraufhin folgte ein erneuter Wechsel zu Wizjas Wizebsk, für den er in der Saison 1988 in 31 Spielen zum Einsatz kam. In den Spielzeiten 1989 und 1990 war er in insgesamt 60 Punktspielen für das inzwischen in KIM Wizebsk umbenannte Team aktiv, in der ersten Spielzeit noch in der Wtoraja Liga, der dritthöchsten Spielklasse im sowjetischen Fußball, danach abstiegsbedingt in der vierthöchsten Liga.
1991 wagte Kulanin den Schritt ins Ausland und spielte für den im Warschauer Stadtbezirk Włochy ansässigen KS Przyszłość Włochy. Nach dem Zerfall der Sowjetunion kehrte er in seine belarussische Heimat zurück, die inzwischen aus der ehemaligen Weißrussischen SSR als unabhängiger Staat hervorgegangen war. Er gehörte erneut dem Klub KIM Wizebsk an, der zu den Gründungsmitgliedern der 1992 gegründeten Wyschejschaja Liha, der höchsten Spielklasse im belarussischen Fußball, zählte. Am Ende der Saison 1992/93, nachdem er alle 32 Ligaspiele bestritten hatte, belegte er mit seiner Mannschaft hinter dem amtierenden und erneuten Meister FK Dinamo Minsk den zweiten Platz. Am Ende der Folgesaison erreicht er mit seiner Mannschaft den dritten, und am Ende der Saison 1994/95 abermals den zweiten Platz – nunmehr unter dem Vereinsnamen Dswina Wizebsk. In der Übergangssaison 1995 kam er in allen 15 Ligaspielen zum Einsatz. 
In der Spielzeit 1996 war er in 22 Punktspielen für Naftan-Dewon Nawapolazk in der Liga aktiv. Seine letzten fünf Spielzeiten (1997–2001) bestritt er erneut für seinen ehemaligen Verein aus Wizebsk, mittlerweile unter dem Namen Lakamatyu-96 Wizebsk bekannt. Am 26. Mai 1998 erreichte er mit seiner Mannschaft das Finale um den nationalen Vereinspokal, das im Dinamo-Stadion vor 4.000 Zuschauern mit 2:1 n. V. gegen den FK Dinamo Minsk gewonnen wurde. Auf europäischer Ebene kam er vor der letzten Ausspielung um den Europapokal der Pokalsieger in den beiden Qualifikationsspielen gegen Lewski Sofia am 13. und 27. August 1998 zum Einsatz; verpasste eine Qualifikation trotz des 1:1-Unentschiedens im Rückspiel jedoch aufgrund der 1:8-Hinspielniederlage deutlich.

### Nationalmannschaft
Für die belarussische A-Nationalmannschaft bestritt Kulanin zwei Länderspiele. Sein Debüt am 17. August 1994 fand in Radom statt und endete mit 1:1 gegen die Nationalmannschaft Polens. Sein zweites Spiel als Nationalspieler bestritt er am 7. September 1994 in Oslo bei der 0:1-Niederlage gegen die Nationalmannschaft Norwegens im ersten Spiel der Qualifikation für die Europameisterschaft 1996 in England.

## Erfolge
- Belarussischer Pokalsieger: 1998
- Belarussischer Vizemeister: 1993, 1995